# Phạm Lâm Hồng

Phạm Lâm Hồng năm 2016

Phạm Lâm Hồng (sinh năm 1958) là một sĩ quan cấp cao trong Quân đội nhân dân Việt Nam, hàm Thiếu tướng, hiện là Cục trưởng Cục Khoa học Quân sự.

## Binh nghiệp
Trước năm 2008, ông là Chỉ huy trưởng BCHQS Tỉnh Lào Cai
Tháng 12 năm 2008 ông được bổ nhiệm Phó Tham mưu trưởng Quân khu 2
Tháng 12 năm 2015, ông được bổ nhiệm giữ chức Cục trưởng Cục Khoa học Quân sự
Tháng 10 năm 2018 ông nghỉ chờ hưu.